# Campeonato Mundial de Tiro al Plato de 2001
El XXIX Campeonato Mundial de Tiro al Plato se celebró en El Cairo (Egipto) en el año 2001 bajo la organización de la Federación Internacional de Tiro Deportivo (ISSF) y la Federación Egipcia de Tiro Deportivo.

## Resultados

### Masculino
| Evento               | Oro                                  | Plata                                   | Bronce                             |
| -------------------- | ------------------------------------ | --------------------------------------- | ---------------------------------- |
| Foso                 | Michael Diamond Australia 145+6 pts. | Bret Erickson Estados Unidos 145+5 pts. | Pavel Gurkin · Rusia · 145+3 pts.  |
| Foso (equipos)       | Australia 358                        | Estados Unidos 358                      | Rusia · 357                        |
| Doble foso           | Hamad al-Afasi Kuwait 190            | Roland Gerebics · Hungría · 186         | Li Shuangchun China 184            |
| Doble foso (equipos) | Estados Unidos 418                   | Kuwait 416                              | Italia · 415                       |
| Skeet                | Shawn Dulohery Estados Unidos 148+2  | Ennio Falco · Italia · 148+1            | Marko Kemppainen · Finlandia · 147 |
| Skeet (equipos)      | República Checa · 361                | Chipre 361                              | Estados Unidos 361                 |

### Femenino
| Evento               | Oro                                    | Plata                               | Bronce                        |
| -------------------- | -------------------------------------- | ----------------------------------- | ----------------------------- |
| Foso                 | Irina Laricheva · Rusia · 92+2 pts.    | Susan Nattrass · Canadá · 92+2 pts. | Gao E China 92+0 pts.         |
| Foso (equipos)       | Rusia · 204                            | China 199                           | Australia 197                 |
| Doble foso           | Zhang Yafei China 143                  | Lin Yichun China Taipéi 142         | Li Qingnian China 141         |
| Doble foso (equipos) | China 328                              | Estados Unidos 306                  | China Taipéi 305              |
| Skeet                | Zemfira Meftajetdinova Azerbaiyán 94+4 | Olga Panarina · Rusia · 94+3        | Cristina Vitali · Italia · 93 |
| Skeet (equipos)      | Rusia · 209                            | China 202                           | Italia · 199                  |

## Medallero
| Núm. | País            | Oro | Plata | Bronce | Total |
| ---- | --------------- | --- | ----- | ------ | ----- |
| 1    | Rusia           | 3   | 1     | 2      | 6     |
| 2    | Estados Unidos  | 2   | 3     | 1      | 6     |
| 3    | China           | 2   | 2     | 3      | 7     |
| 4    | Australia       | 2   | 0     | 1      | 3     |
| 5    | Kuwait          | 1   | 1     | 0      | 2     |
| 6    | Azerbaiyán      | 1   | 0     | 0      | 1     |
|      | República Checa | 1   | 0     | 0      | 1     |
| 8    | Italia          | 0   | 1     | 3      | 4     |
| 9    | China Taipéi    | 0   | 1     | 1      | 2     |
| 10   | Canadá          | 0   | 1     | 0      | 1     |
|      | Chipre          | 0   | 1     | 0      | 1     |
|      | Hungría         | 0   | 1     | 0      | 1     |
| 13   | Finlandia       | 0   | 0     | 1      | 1     |
|      | TOTAL           | 12  | 12    | 12     | 36    |